# 대한민국 형사소송법 제123조
대한민국 형사소송법 제123조는 영장의 집행과 책임자의 참여에 대한 형사소송법의 조문이다.

## 조문
제123조(영장의 집행과 책임자의 참여) ① 공무소, 군사용의 항공기 또는 선차 내에서 압수·수색영장을 집행함에는 그 책임자에게 참여할 것을 통지하여야 한다.
②전항에 규정한 이외의 타인의 주거, 간수자 있는 가옥, 건조물, 항공기 또는 선차 내에서 압수·수색영장을 집행함에는 주거주, 간수자 또는 이에 준하는 자를 참여하게 하여야 한다.
③전항의 자를 참여하게 하지 못할 때에는 인거인 또는 지방공공단체의 직원을 참여하게 하여야 한다.

第123條(令狀의 執行과 責任者의 參與) ① 公務所, 軍事用의 航空機 또는 船車 內에서 押收·搜索令狀을 執行함에는 그 責任者에게 參與할 것을 通知하여야 한다.
②前項에 規定한 以外의 他人의 住居, 看守者 있는 家屋, 建造物, 航空機 또는 船車 內에서 押收·搜索令狀을 執行함에는 住居主, 看守者 또는 이에 準하는 者를 參與하게 하여야 한다.
③前項의 者를 參與하게 하지 못할 때에는 隣居人 또는 地方公共團體의 職員을 參與하게 하여야 한다.

## 참고 문헌
- 손동권 신이철, 새로운 형사소송법(초판, 2013), 세창, 2013. ISBN 9788984114081

## 같이 보기
- 압수